# ヴィッラノーヴァ・ダルデンギ
ヴィッラノーヴァ・ダルデンギラ（伊: Villanova d'Ardenghi）は、イタリア共和国ロンバルディア州パヴィーア県にある、人口約800人の基礎自治体（コムーネ）。

## 地理

### 位置・広がり

#### 隣接コムーネ
隣接するコムーネは以下の通り。
- カルボナーラ・アル・ティチーノ
- グロペッロ・カイローリ
- ゼルボロ
- ジナスコ

### 気候分類・地震分類
気候分類では、zona E, 2619 GGに分類される。
また、イタリアの地震リスク階級 (it) では、zona 3 (sismicità bassa) に分類される
。